# Albert S. Evans
Albert S. Evans fue un explorador y escritor estadounidense. Hasta 1856  vive en Pittsburgh, Pensilvania y trabajando como corredor de bolsa. Vive también en Chicago y trabajó por muchos años en el Daily Journal. Evans llegó en San Francisco en 1861, empezó trabajar como periodista para la Morning Call y sirve en el equipo del gobernador de California durante la Guerra Civil.
Publicó dos diarios de viaje, Nuestra República Hermana: Un Viaje de Gala a través del México Tropical de 1869 - 1870, (1870) y Á La California: Croquis de Vida en el Estado Dorado (1873). Los libros fueron publicados por A. L. Bancroft de San Francisco, socio editorial y hermano de Hubert Howe Bancroft. En 1863, Evans se convierte en el editor local por algunos años de The Daily Alta California en San Francisco. Vive en la ciudad por 12 años, entrando en un conflicto con Mark Twain. Evans murió el 22 de octubre de 1872, al quemarse en alta mar el buque de vapor Missouri en el que viajaba a Cuba desde Florida.